# 异叶关木通
异叶关木通（学名：Isotrema heterophyllum）为马兜铃科关木通属下的一种植物，曾分类为马兜铃科马兜铃属大叶马兜铃下的一个变型。其种加词“heterophyllum”意为“异叶的”。中国特有植物。分布于中国的重庆, 甘肃, 湖北, 湖南, 陕西, 四川。
叶型多变; 花梗近中部具圆形苞片; 檐部裂片密被乳突。

## 外部連結
- 漢中防己 Han Zhong Fang Ji （页面存档备份，存于） 中藥標本數據庫 (香港浸會大學中醫藥學院) （繁體中文）（英文）